# Nikita Sergejewitsch Alexejew (Eishockeyspieler)
Nikita Sergejewitsch Alexejew (russisch Никита Сергеевич Алексеев; * 27. Dezember 1981 in Murmansk, Russische SFSR, Sowjetunion) ist ein russischer Eishockeyspieler, der zuletzt bei Sewerstal Tscherepowez in der Kontinentalen Hockey-Liga unter Vertrag stand.

## Karriere
Nikita Alexejew begann seine Karriere als Eishockeyspieler bei Krylja Sowetow Moskau, für dessen zweite Mannschaft er in der drittklassigen Perwaja Liga spielte. Nachdem er beim CHL Import Draft 1998 als insgesamt fünfter Spieler gezogen worden war, wechselte er zu den Erie Otters, seinem Draftverein, für die er von 1998 bis 2001 in der Ontario Hockey League aktiv war. In dieser Zeit wurde er im NHL Entry Draft 2000 in der ersten Runde als insgesamt achter Spieler von den Tampa Bay Lightning ausgewählt, für die er in der Saison 2001/02 sein Debüt in der National Hockey League gab. Auch in der folgenden Spielzeit stand der Angreifer sowohl für Tampa Bay, als auch für deren Farmteam, die Springfield Falcons aus der American Hockey League, auf dem Eis. Einen Großteil der Saison 2003/04 verpasste der Russe aufgrund einer Schulterverletzung, während er den Lockout im folgenden Jahr bei den Springfield Falcons überbrückte.
Nach einer Saison beim HK Awangard Omsk in seiner russischen Heimat, kehrte Alexejew 2006 zu den Tampa Bay Lightning zurück, für die er in 63 Spielen insgesamt zwölf Scorerpunkte erzielte, ehe er kurz vor dem Ende der Trade Deadline an deren Ligarivalen, die Chicago Blackhawks, abgegeben wurde. Vor der Saison 2007/08 erhielt der Linksschütze als Free Agent einen Vertrag bei Ak Bars Kasan, mit denen er 2008 den IIHF Continental Cup gewann, sowie in der Saison 2008/09 erstmals in seiner Laufbahn den Gagarin Cup. In der Saison 2009/10 konnte er mit Ak Bars Kasan erneut den Gagarin Cup gewinnen.
Im Januar 2012 verließ er Ak Bars, nachdem er zuvor aufgrund einer Schulterverletzung in der Saison 2011/12 kein Spiel absolviert hatte. Anschließend wurde er bis Saisonende von Sewerstal Tscherepowez verpflichtet. Im Oktober 2012 wurde er zunächst vom HK Spartak Moskau unter Vertrag genommen, absolvierte aber kein Spiel für den Verein. Im November des gleichen Jahres kehrte er zu Sewerstal zurück und erzielte in 32 Saisonspielen 6 Scorerpunkte für Sewerstal.

## Erfolge und Auszeichnungen
- 2000 CHL Top Prospects Game
- 2001 OHL Third All-Star Team
- 2008 IIHF-Continental-Cup-Gewinn mit Ak Bars Kasan
- 2009 Gagarin-Cup-Gewinn mit Ak Bars Kasan
- 2010 Gagarin-Cup-Gewinn mit Ak Bars Kasan